# Eleição parlamentar na Albânia em 1991
A eleição parlamentar albanesa de 1991 foi realizada em 31 de março e consistiu no 1º pleito eleitoral realizado no país desde sua redemocratização em 1991. Esta foi a primeira eleição pluripartidária do país e foi realizada após decisão do primeiro-ministro Adil Çarçani de autorizar a formação de novos partidos políticos no país em resposta a uma greve iniciada por 700 estudantes na Universidade de Tirana, que originalmente protestavam contra as más condições dos dormitórios universitários e problemas no abastecimento de energia elétrica no campus da universidade. Posteriormente, a greve ganhou contornos políticos quando passou a ser liderada por Sali Berisha, líder político que acabaria fundando mais tarde o Partido Democrático da Albânia (PDSh).

## Resultados eleitorais
| Partido                           | Partido                                   | Votos     | %     | Cadeiras | +/–   |
| --------------------------------- | ----------------------------------------- | --------- | ----- | -------- | ----- |
|                                   | Partido do Trabalho da Albânia            | 1 046 120 | 56.17 | 169      | 81    |
|                                   | Partido Democrático da Albânia            | 720 948   | 38.71 | 75       | Novo  |
|                                   | Partido Republicano da Albânia            | 27 393    | 1.47  | 0        | Novo  |
|                                   | Partido da Unidade pelos Direitos Humanos | 13 538    | 0.73  | 5        | Novo  |
|                                   | Comitê Nacional dos Veteranos             | 5 241     | 0.28  | 2        | Novo  |
|                                   | Demais partidos políticos                 | 49 280    | 2.64  | 0        | Novos |
| Total de votos válidos            | Total de votos válidos                    | 1 861 332 | 95.46 | –        | –     |
| Votos inválidos (brancos e nulos) | Votos inválidos (brancos e nulos)         | 88 484    | 4.54  | –        | –     |
| Total de votos registrados        | Total de votos registrados                | 1 949 816 | 100   | –        | –     |
| Eleitorado apto a votar           | Eleitorado apto a votar                   | 2 021 169 | 98.60 | –        | –     |

## Resultados e análise
Contra os prognósticos que apontavam para um forte desejo de mudança política por parte da sociedade albanesa, os resultados eleitorais apontaram, no entanto, uma divisão clara do eleitorado: enquanto a população dos centros urbanos, minoria do eleitorado, votou em peso nos partidos de oposição (mais especificamente no recém-fundado PDSh, de centro-direita), a população das zonas rurais, maioria do eleitorado, ainda manteve fidelidade partidária ao PPSh, o que resultou na vitória dos comunistas por maioria absoluta, ainda que o partido tenha sofrido uma redução de 81 deputados em sua bancada parlamentar.